# But I'm a Cheerleader
But I'm a Cheerleader är en amerikansk samhällskritisk romantisk komedi från 1999. Filmen är delvis skriven och regisserad av Jamie Babbit. Den hade premiär under Toronto Film Festival 1999.

## Handling
Filmen handlar om 17-åriga Megan. Hon är cheerleader, har en snygg pojkvän och är uppvuxen i en strikt kristen familj. Men familjen och vännerna börjar se vissa varningstecken hos Megan, bland annat är hon vegetarian, har bilder på tjejer i sitt skåp och lyssnar på Melissa Etheridge. Alla dessa tecken tyder enligt dem på att Megan skulle vara homosexuell. Föräldrarna kontaktar nu ett företag vid namn True Direction som är ett rehab-center med ett femstegsprogram mot homosexualitet.  True Direction leds av Mary Brown och hennes son Rock som ska lära flickorna bli mer feminina och pojkarna att bli mer maskulina.

## Om filmen
But I'm a cheerleader vann två priser under Créteils internationella kvinnofilmfestival 2000, och fick dessutom två nomineringar av Political Film Society 2001, bland annat i kategorin mänskliga rättigheter.
Filmen tar på ett komiskt sätt upp ett mycket viktigt och ständigt aktuellt ämne om homosexuellas rättigheter i samhället.
Enligt MPAA-systemet är filmen graderad med R, vilket betyder att den har 17-årsgräns i USA. Detta trots att den varken innehåller våld eller särskilt starka sexscener. Anledningen tros vara att det ännu inte anses helt accepterat att visa homosexualitet på film i USA.
But I'm a Cheerleader är Babbits första långfilm. Hon fick inspiration till filmen när hon läste en artikel om samtalsterapi. Hon har från barnsben viss kännedom om rehabilitering och valde att i filmen använda sig av denna erfarenhet. Hon berättar också historien om en ung kvinna på jakt efter sin egen identitet. Hon ifrågasätter samtidigt heteronormativiteten och de sociala regler som vårt samhälle idag delvis bygger på. Hon förstärker detta i filmen genom att leka med färgerna rosa för flickor och blått för pojkar.
Det är den tredje filmen som Clea DuVall och Katharine Towne spelar mot varandra.  I Girl 1998 spelar de Gillian och Marjorie och i She's All That 1998 spelar de bästa vänner.

## Tagline
A Comedy Of Sexual Disorientation

## Rollista (urval)
- Natasha Lyonne - Megan Bloomfield, cheerleader vars föräldrar misstänker att hon är lesbisk
- Clea DuVall - Graham Eaton, också intagen på True Directions, kommer att förlora sin arvsrätt om hon inte lyckas bli heterosexuell
- Michelle Williams - Kimberly, cheerleader, Megans bästa vän i skolan
- Brandt Wille - Jared, Megans pojkvän sen två år tillbaka
- Bud Cort - Peter Bloomfield, Megans pappa
- Mink Stole - Nancy Bloomfield, Megans mamma
- Cathy Moriarty - Mary J. Brown, föreståndare på True Directions
- RuPaul - Mike. ex-homo, jobbar på True Directions
- Eddie Cibrian - Rock Brown, Marys son som är homosexuell i smyg, jobbar på True Directions
- Melanie Lynskey - Hilary Vandermuller, intagen på True Directions, mönsterelev men syns flirta med en annan intagen i en scen.
- Katharine Towne - Sinead Laren, intagen på True Directions, gothare och förälskad i Graham

## Musik i filmen
- "Chick Habit (Laisse Tomber Les Filles)" - April March
- "Just Like Henry" - Dressy Bessy
- "If You Should Try And Kiss Her" - Dressy Bessy
- "Trailer Song" - Sissy Bar
- "All Or Nothing" -  Miisa
- "We're In The City" - Saint Etienne
- "The Swisher" - Summer's Eve
- "Funnel Of Love"- Wanda Jackson
- "Ray Of Sunshine"- Go Sailor
- "Glass Vase Cello Case"-Tattle Tale
- "Party Train"- RuPaul
- "Evening in Paris"-Lois Maffeo (as Lois)
- "Together Forever In Love"-Go Sailor